# Challenger de Adelaida 2014
El torneo Charles Sturt Adelaide International 2014, fue un torneo profesional de tenis. Perteneció al ATP Challenger Tour 2014. Se disputó su 2ª edición sobre superficie dura, en Adelaida, Australia entre el 3 y el 9 de febrero de 2014.

## Jugadores participantes del cuadro de individuales
| Favorito | País                        | Jugador            | Rank1 | Posición en el torneo |
| -------- | --------------------------- | ------------------ | ----- | --------------------- |
| 1        | Bandera de Estados Unidos   | Bradley Klahn      | 82    | CAMPEÓN               |
| 2        | Bandera de Australia        | James Duckworth    | 142   | Semifinales, retiro   |
| 3        | Bandera de Japón            | Tatsuma Ito        | 164   | FINAL                 |
| 4        | Bandera de Japón            | Hiroki Moriya      | 200   | Semifinales           |
| 5        | Bandera de Australia        | John-Patrick Smith | 221   | Cuartos de final      |
| 6        | Bandera de Australia        | Matt Reid          | 233   | Primera ronda         |
| 7        | Bandera de los Países Bajos | Boy Westerhof      | 240   | Primera ronda         |
| 8        | Bandera de Australia        | Greg Jones         | 259   | Primera ronda         |

- 1 Se ha tomado en cuenta el ranking del día 27 de enero de 2014.

### Otros participantes
Los siguientes jugadores recibieron una invitación (wild card), por lo tanto ingresan directamente al cuadro principal (WC):
- Harry Bourchier
- Jacob Grills
- Christopher O'Connell
- Marc Polmans

Los siguientes jugadores ingresan al cuadro principal tras disputar el cuadro clasificatorio (Q):
- Ryan Agar
- Cameron Norrie
- Maverick Banes
- Dayne Kelly

Los siguientes jugadores ingresan al cuadro principal con ranking protegido (PR):
- Roman Vögeli

## Jugadores participantes en el cuadro de dobles

### Cabezas de serie
| Favorito | País                    | Jugador        | País                        | Jugador            | Rank1 | Posición en el torneo |
| -------- | ----------------------- | -------------- | --------------------------- | ------------------ | ----- | --------------------- |
| 1        | Bandera de Australia    | Matt Reid      | Bandera de Australia        | John-Patrick Smith | 204   | Semifinales           |
| 2        | Bandera de Australia    | Alex Bolt      | Bandera de Australia        | Andrew Whittington | 219   | Semifinales           |
| 3        | Bandera de Australia    | Dane Propoggia | Bandera de Nueva Zelanda    | Jose Rubin Statham | 283   | FINAL                 |
| 4        | Bandera del Reino Unido | Brydan Klein   | Bandera de los Países Bajos | Boy Westerhof      | 344   | Primera ronda         |

- 1 Se ha tomado en cuenta el ranking del día 27 de enero de 2014.

## Campeones

### Individual Masculino
- Bradley Klahn derrotó en la final a  Tatsuma Ito por 6-3, 7-69.

### Dobles Masculino
- Marcus Daniell /  Jarmere Jenkins derrotaron en la final a  Dane Propoggia /  Jose Rubin Statham por 6-2 6-4.

- Datos: Q15705668